# بيرند آيخمان
بيرند آيخمان (بالألمانية: Bernd Eichmann)‏ هو لاعب كرة قدم ألماني في مركز الدفاع، ولد في 12 فبراير 1966. لعب مع نادي ساربروكن ونادي هامبورغ 08.

## وصلات خارجية
- بيرند آيخمان على موقع قاعدة بيانات كرة القدم.إي يو (الإنجليزية)
- بيرند آيخمان على موقع بيانات كرة القدم. دي إي (الألمانية)
- بيرند آيخمان على موقع عالم كرة القدم.نت (الإنجليزية)